# Бисбаль, Виктор
Виктор Бисбаль (англ. Victor Bisbal; род. 2 июля 1980, Салинас, Пуэрто-Рико) — пуэрто-риканский боксёр-профессионал, выступающий в тяжёлой весовой категории. Участник Олимпийских игр 2004 года, бронзовый призёр Панамериканских игр (2003), чемпион Игр Центральной Америки и Карибского бассейна (2002) в любителях.

## Любительская карьера
Виктор Бисбаль начал заниматься боксом в возрасте 15 лет. Перед началом занятий боксом, четырежды выигрывал соревнования в университете и официальную любительскую карьеру начал в 18 лет. В 2005 году закончил Пуэрто-риканский университет и получил степень бакалавра по специальности физического воспитания и спорта.
На любительском ринге дважды побеждал американца, Джейсона Эстраду.
В 1999 году принимал участие на Панамериканских играх. В 2000 году на квалификационных играх в Олимпийские игры, проиграл американцу, Келвину Броку.
В 2002 году выиграл золото на Играх Центральной Америки и Карибского бассейна. Победил в финале Кертсона Мансвелла.
В 2003 году завоевал бронзу на Панамериканских играх. Проиграл в полуфинале кубинцу, Митчелу Лопесу Нуньесу.
В 2004 году на Играх Титанов в США проиграл немцу Себастьяну Кёберу. В этом же году на квалификационных играх в Олимпийские игры, проиграл канадцу, Бермейну Стиверну. Затем принял участие на ещё одном квалификационном турнире и победил в нём, выиграв путёвку на Олимпийские игры.
На Олимпийских играх 2004 года проиграл в первом туре боксёру из Латвии, Ярославасу Якшто.

## Профессиональная карьера
В 2005 году дебютировал на профессиональном ринге и подписал контракт с промоутерской компанией, Top Rank Promotions.
В 2009 году победил американского джорнимена, Зака Пейджа.
В 2013 году проиграл нокаутом россиянину, Магомеду Абдусаламову.